# Nicaragua aux Jeux olympiques d'été de 2008
Le Nicaragua participe aux Jeux olympiques d'été de 2008 à Pékin.

## Athlètes engagés

### Athlétisme
Hommes
- 400m
  - Juan Zeledon

Femmes
- 200m
  - Jessica Aguilera

#### Hommes
| Épreuve    | Athlète             | Séries   | Séries | Quarts de finale | Quarts de finale | Demi-finales | Demi-finales | Finale   | Finale |
| Épreuve    | Athlète             | Résultat | Rang   | Résultat         | Rang             | Résultat     | Rang         | Résultat | Rang   |
| ---------- | ------------------- | -------- | ------ | ---------------- | ---------------- | ------------ | ------------ | -------- | ------ |
| 200 mètres | Juan Miguel Zeledon | 23.39    | 9e     | -                | -                | -            | -            | -        | -      |

#### Femmes
| Épreuve    | Athlète                   | Séries   | Séries | Quarts de finale | Quarts de finale | Demi-finales | Demi-finales | Finale   | Finale |
| Épreuve    | Athlète                   | Résultat | Rang   | Résultat         | Rang             | Résultat     | Rang         | Résultat | Rang   |
| ---------- | ------------------------- | -------- | ------ | ---------------- | ---------------- | ------------ | ------------ | -------- | ------ |
| 100 mètres | Jessica Carolina Aguilera | 13.15    | 8e     | -                | -                | -            | -            | -        | -      |

### Tir
- 50m rifle messieurs (prone): Walter Martinez

### Haltérophilie
Femmes
| Athlète      | Compétition | Arraché  | Arraché | Epaule-jeté | Epaule-jeté | Total | Rang |
| Athlète      | Compétition | Résultat | Rang    | Résultat    | Rang        | Total | Rang |
| ------------ | ----------- | -------- | ------- | ----------- | ----------- | ----- | ---- |
| Karla Moreno | -48 kg      | 65       | 11      | 85          | 11          | 150   | 11   |